# Crantenoy
Crantenoy – miejscowość i gmina we Francji, w regionie Grand Est, w departamencie Meurthe i Mozela.
Według danych na rok 1990 gminę zamieszkiwały 104 osoby, a gęstość zaludnienia wynosiła 20 osób/km² (wśród 2335 gmin Lotaryngii Crantenoy plasuje się na 941. miejscu pod względem liczby ludności, natomiast pod względem powierzchni na miejscu 992.).

## Populacja

Populacja Crantenoy w latach 1962–2008